# Marantów
Marantów – osiedle Konina położone w północnej części miasta, przy drodze do Ślesina. W obręb miasta została włączona 1 stycznia 1968.
Pierwsza wzmianka o istnieniu wsi Marantów (dawniej - Morantów) pochodzi z 1791 roku. 
Dzielnica o charakterze przemysłowym. Głównym zakładem jest Fabryka Urządzeń Górnictwa Odkrywkowego (FUGO). Została utworzona w 1962 roku jako zakład naprawczy Kopalni Węgla Brunatnego Konin. Fabryka stała się osobnym przedsiębiorstwem w 1966 roku przyjmując nazwę: Konińskie Zakłady Naprawcze PWB. W dzielnicy znajdowała się także wybudowana w latach II wojny światowej, a uruchomiona w 1945 roku brykietownia – jedyny w ówczesnej Polsce zakład przemysłowy produkujący brykiety z węgla brunatnego. Główne obiekty produkcyjne, w których znajdowały się zabytkowe maszyny produkujące brykiety, zostały rozebrane w 2003 roku. 
Na wschód od osiedla, w lesie niedaleko Rudzicy jesienią 1941 roku Niemcy zgładzili 1500 Żydów przywiezionych tutaj z gett wiejskich z rejonu Grodźca i Rzgowa. Zwłoki ofiar złożono w trzech zbiorowych mogiłach. W 1944 roku ciała wydobyto i poddano kremacji. Miejsce mordu upamiętnia krzyż i tablice pamiątkowe.
Obecnie tereny Marantowa znajdują się w obrębie dzielnicy Niesłusz. Znajduje się tu m.in. siedziba Nadleśnictwa Konin oraz schronisko dla zwierząt.